# Kustverlichting
Kustverlichting is het geheel van alle objecten langs de kust die ’s nachts licht uitstralen en is aangebracht en wordt onderhouden met als doel de beveiliging van de nachtelijke scheepvaart op zee. 
Tot aan de derde eeuw voor Chr. bestond de kustverlichting uit open vuren zoals de vuurtoren op Pharos. Vuurtorens zijn nu algemeen aan alle drukbevaren zeeroutes, waardoor de scheepvaart haar koers en een veilige route uit de kust kan bepalen. 
Er wordt onderscheid gemaakt tussen primaire en secundaire kustverlichting. 
Tot de primaire groep behoren de lichtschepen of kunstmatige lichteilanden en de grote verkenningslichttorens ten behoeve van de algemene scheepvaart langs de kust, terwijl de secundaire kustverlichting de groep van lichttorens, lichtbakens, lichtlijnen, sectorlichten, havenlichten en de lichtboeien inhoudt en dient voor het veilig binnen lopen van de schepen in de zeegaten en voor de navigatie op de stromen en de binnenwateren. 
Ten gevolge van de komst van de satellietnavigatie werden vanaf 1980 veel vuurtorens en alle lichtschepen uit dienst gesteld. 
Het onderhoud van de kustverlichting is in Nederland een onderdeel van de taken van het Loodswezen. 
Voor de Nederlandse zeekust bevinden zich 25 en langs de IJsselmeerkust 5 grote verkenningslichten (vuurtorens), aangevuld met ongeveer 130 kleinere lichten en ongeveer 200 lichtboeien.